# Commanderie du Breil-aux-Francs
La Commanderie du Breil-aux-Francs est située dans le département de la Mayenne à 3 km d'Entrammes, à droite de la route de Laval.

## Désignations avant 1312
- Fratres militiae Templi... apud Brolium-Francorum, 1241 (Histoire de l'Église du Mans, t. IV, p. 593)
- Domus militiae Templi de Brolio-Francorum et fratres militiae ibi Deo desservientes, 1268 (Archives de la Vienne, H/3, 979)
- Le commandors et les frères dou temple dou Breil au frans, 1293 (ibid., 9777)

## Possessions
En 1274, Thibault de Mondamer assigne sur la métairie de la Haye-Guyon d'Arquenay une rente de 10 sous qu'il doit au commandeur du Breil-aux-Francs[réf. à confirmer]. Le Breil-aux-Francs, dont on ne connait pas l'origine, a appartenu aux Templiers jusqu'à la suppression de l'ordre en 1312, puis fut uni à la commanderie des Hospitaliers de Saint-Jean de Jérusalem de  Thévalle. On cite encore un commandeur du Breil-aux-Francs, en 1328, mais cette expression désigne sans doute le titulaire des deux maisons réunies.